# Касида аль-Бурда
Каси́да аль-Бурда (араб. قصيدة البردة‎ — «Поэма мантии») — хвалебная ода на исламского пророка Мухаммеда, написанная выдающимся египетским суфием, имамом аль-Бусири.
Стихотворение, чьё фактическое название «Аль-Кавакиб ад-дуррия фи мадх хайр аль-бария» (الكواكب الدرية في مدح خير البرية, «Небесные огни, прославляющие лучшее творение»), известно в основном у суннитов. Поэма написана исключительно во славу пророка Мухаммеда, который, как говорят, явившись поэту во сне, вылечил его от паралича и завернул в плащ или мантию. Слава о чудесном исцелении быстро распространилась. Поэма приобрела огромную популярность как обладающая сверхъестественной силой.
Поэма разделена на 10 глав и 160 стиха. Между куплетами рефрен, «мой покровитель, даруй благословение и мир непрерывно и вечно на твоего любимого, лучшего из всех творений» (по-арабски: مولاي صلي و سلم دائما أبدا على حبيبك خير الخلق كلهم). Каждый стих заканчивается с арабской буквы «мим» (стиль «мимия»).
Поэма активно комментировалась позднесуфийскими авторами и традиционно почитаются многими суфиями. Стихи использовались в амулетах, её строками украшают стены общественных зданий и мечетей. В течение многих столетий касида украшала Мечеть Пророка (Масджид ан-Набави) в Медине, но с приходом династии Саудитов была стерта.
Касида выдержала более 90 комментариев и была переведена на персидский, урду, пенджаби, турецкий, английский, французский, немецкий, норвежский, китайский и другие языки. Стихи читает большое количество мусульман-суннитов, иногда и в особых случаях, таких как похороны, мавлид и т. д..
Стихотворение получило неодобрительную оценку со стороны небольшой группы исламских религиозных деятелей по причине того, что они рассматривают её как противоречащую положениям ортодоксального ислама и преувеличивающую позицию пророка Мухаммеда, во славу которого она была написана.